# 17-й піхотний полк (Австро-Угорщина)

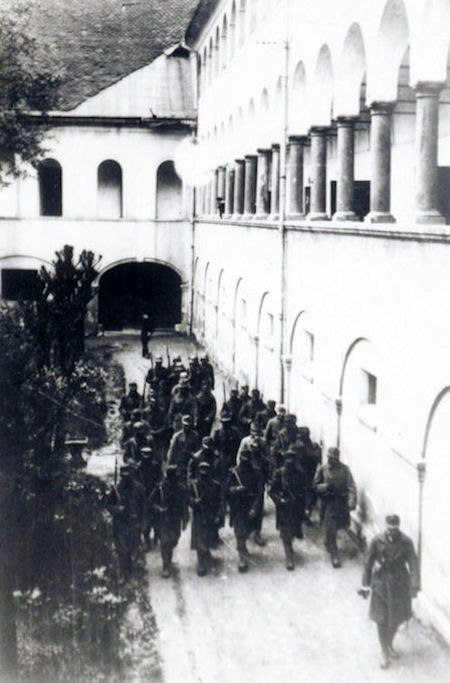
Повстанців в Юденбурзі супроводжують на страту, 1918.

17-й Країнський піхотний полк «Ріттер фон Мільде» (нім. Krainerisches Infanterie-Regiment „Ritter von Milde“ Nr. 17, 17 IR.) — піхотний полк Спільної армії Збройних сил Австро-Угорщини.

## Історія

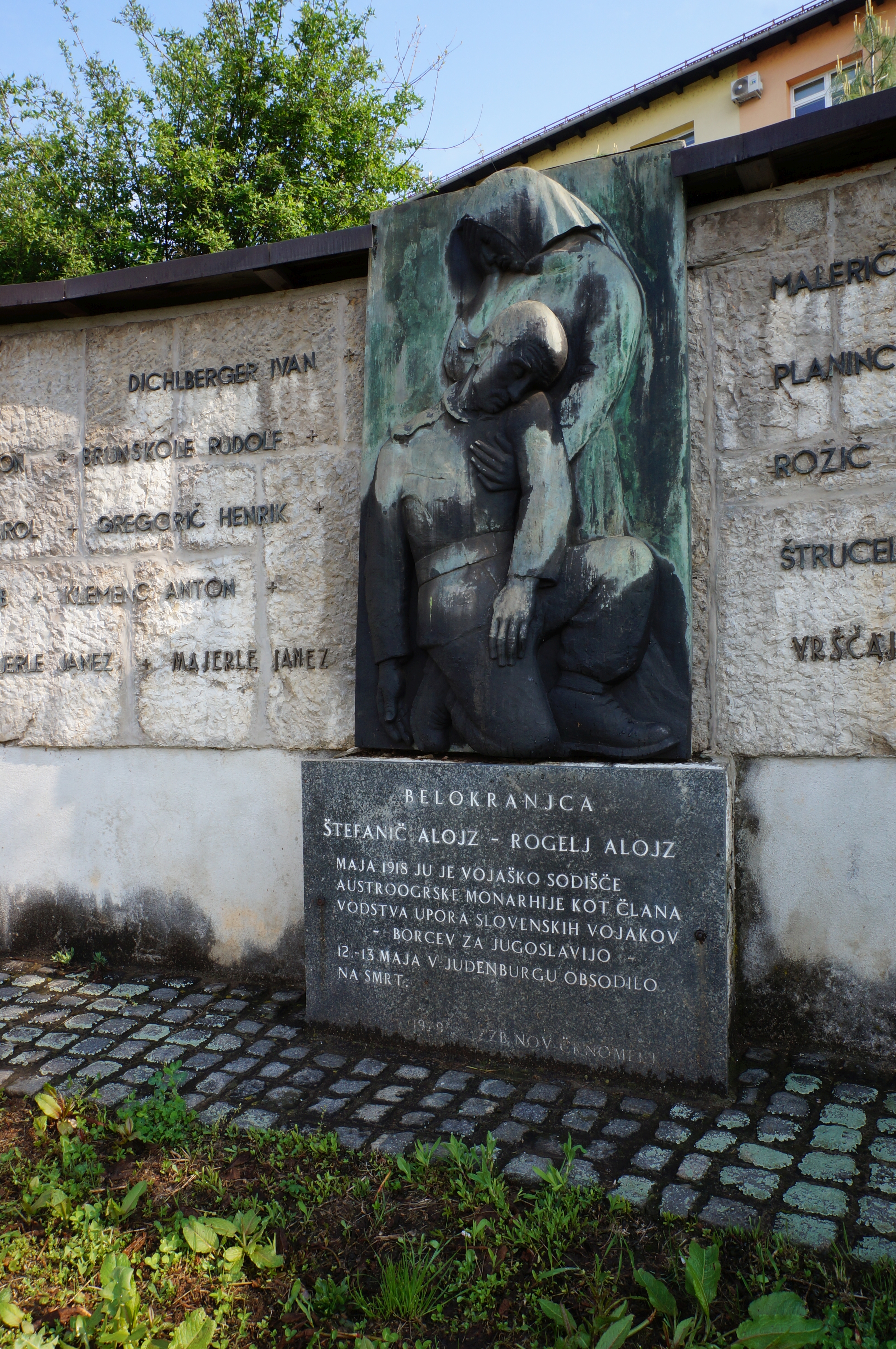
Меморіал двом страченим солдатам Юденбурзького повстання в Чрномелі.

Полк був створений 13 лютого 1674 року Генріхом Графом фон Ройсс-Плауеном, під назвою «Піхотний полк Роййс-Плауен» (нім. Regiment Reuß–Plauen zu Fuß). Після того, як він був розпущений в 1679 році, через два роки його знову зформував Фердинанд Фрайхер фон Штадль.
Після його реорганізації в 1681 році полк був розміщений у Передній Австрії, а також набирав там особовий склад. Перша полкова школа була заснована в Празі в 1782 році, а потім була перенесена в Косманос.
Полковою мовою в більшості була словенська (нею розмовляли 86 % чоловік).

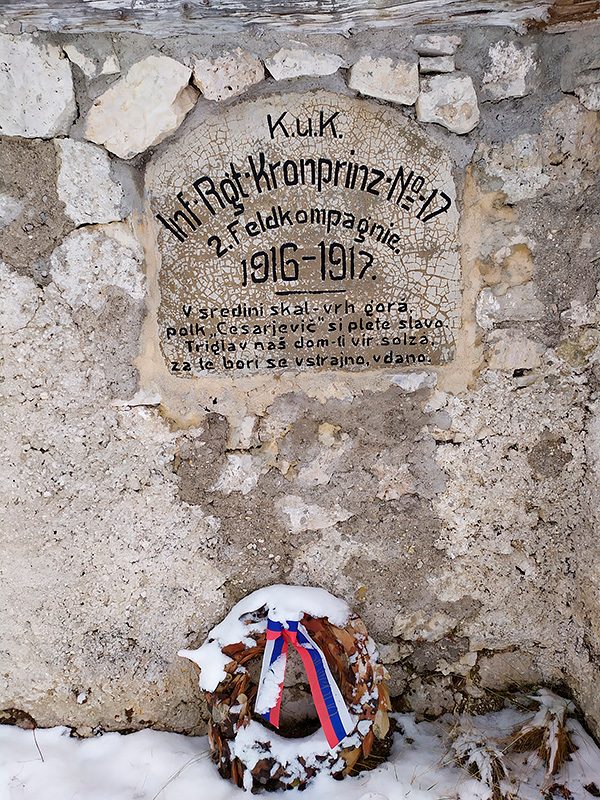
Пам'ятний камінь 17-му піхотному полку у Монте-К'єза на південний захід від Ортігари.

Штаб–квартири: Літомержиці (1771), Трієст (1873), Любляна. Округ поповнення — Любляна (№ 17), на території 3-го армійського корпусу.
Солдатське повстання в Юденбурзі
12 травня 1918 року бійці 40-го похідного полку, які дислокувалися в Юденбурзі, організували бунт. Більшість із 2600 солдатів, що дислокувалися там, були словенцями. Повстання сприяло низці факторів, які навесні 1918 р. були напруженими в армії. Цьому сприяло погіршення ситуації з постачанням та загальна втома від війни, а також те, що ряди армії поповнювалися неповнолітніми, старими, ледве одужаними пораненими та звільненими з російського полону бійцями. Також серед особового складу військовополонені, звільнені після Берестейського миру, поширювали ідеї Жовтневої революції. Великий вплив мала і ідея об'єднання південних слов'ян в Югославію. Крім того, у випадку з батальйоном 17-го піхотного полку вплинули також деякі місцеві та тимчасові фактори. Війська в Юденбурзі здебільшого розквартирувалися в неохоронених, неогороджених казармах і могли входити і виходити, як забажали. Крім того, за три дні до повстання і без того мізерний хлібний пайок був заднім числом зменшений, так що цього дня було роздано лише 50 г хліба на людину. Оскільки були ознаки того, що вони скоро повернуться на фронт, було надмірне пияцтво. Під дією алкоголю, повстанці пограбували їдальню та кухню та пройшлися містом зі зброєю в руках з гаслами «За мир і хліб». До них приєдналися кілька сотень місцевих жителів. Деякі люди намагалися зупинити повстанців, проте, останні безцільно стріляли в натовп з гвинтівок, були загиблі. Після того, як наступного дня прибуло підкріплення, повстання було придушене. За даними Військово-польового трибуналу, у повстанні брали участь майже 1200 чоловік, усі вони були заарештовані, крім майже 400 чоловік. Між 16 і 18 травня 1918 року перед вишукуваним батальйоном було розстріляно сім бунтівників, яких було визначено як ватажків: Антона Гафнера, Карела Можину, Алойза Штефаніча, Йосо Давтовича, Алойза Рогеля та солдата на ім'я Граховін. Усі страчені словенці зізналися, що пожертвували своїм життям за ідею югославської держави. Одному солдату страту замінили на довічне ув'язнення.

## Бойовий шлях
Франко-голландська війна (1672—1678):
- 1675: битва під Гольдшойером;

Війна за іспанську спадщину (1701–1714):
- 1702: облога фортеці Ландау. Битва під Фрідлінгеном проти французів, в ній загинув шеф полку Карл Егон Фюрстенберг-Мескірх;
- 1705—1712: полк воював у Північній Італії під командуванням Верховного головнокомандувача антифранцузької коаліції принца Євгенія Савойського;
- 1705: битва при Кассано;
- 1706: облога Турину;
- 1707: битва при Тулоні;
- 1708: окупація Папської області.

Турецько–венеційська війна (1714—1718):
- 1716: Петроварадинська битва проти османів і подальша участь в облозі Темешвара;
- 1717: битва під Белградом.

Російсько-турецька війна (1735—1739):
- 1737: участь у поході на Сербію та в обороні Ужицької фортеці.

Війна за австрійську спадщину (1740–1748):
- 1741: битва при Мольвиці в Першій Сілезькій війні;
- 1742: облога Праги;
- 1745: битва під Хабельшвердтом у Другій Сілезькій війні; битва при Соорі.

Семирічна війна (1756–1763):
- 1756: битва під Лобосіцем і нездатність зняти облогу Пірни;
- 1757: битви під Прагою, Бреслау, Лейтеном;
- 1758: облога Оломоуця;
- 1760: битва при Торгау;
- 1761: штурм Швайдніца;
- 1762: оборона Швайдніца.

Війна першої коаліції (1793–1797):
- 1794: битви при Мобежі, Флерусі, Шарлеруа, Лімбургом і Дюреном;
- 1795: облога Майнца;
- 1796: битва при Вецларі, облога фортеці Кель, битви під Амбергом, Вюрцбургом, Лімбургом.

Війна другої коаліції (1798–1802):
- 1799: облога Анкони;
- 1800: облога Генуї, битва під Маренго, битва при Мінчіо.

Війна третьої коаліції (1805):
- 1805: битви під Гюнцбургом, Нересгаймом, Хаслах-Юнгінген.

Війна п'ятої коаліції (1809):
- 1809: битви при Урзензоллені, Еггмюлі, Регенсбургу, битва під Асперном, битва під Ваграмом, битва при Цнаймі.

Війна шостої коаліції (1813–1814):
- 1813: Дрезденська битва, битва під Лейпцигом;
- 1814: битва при Маконі, Ліоні, Лімоне;
- 1815: битва при Альткірш, Бельфорі.

Перша війна за незалежність Італії (1848–1849):
- 1848: битви при Куртатоне і Монтанарі, Гойто, битва при Кустоцці, участь у придушенні повстання в Мілані;
- 1849: битва при Гамболо, участь в облозі Болоньї та Анкони.

Угорська революція (1848–1849):
- 1849: третя битва при Коморні, битва при Качі.

Австро-італо-французька війна (1859):
- 1859: битва під Сольферіно.

Австро-італійська війна (1866):
- 1866: битва при Кустоці.

Окупація Боснії і Герцоговини (1878):
- 1878: бої під Яйцем і Ливно.

### Перша світова війна (1914—1918)
Східний фронт
На початку війни полк входив, в складі 3-го армійського корпусу, в 2-гу армію, пізніше в 3-ю армію. 12 серпня 1914 р. полк вирушив ешелоном до Галичини і через три дні досяг Миколаєва на південь від Львова. У складі 6-ї піхотної дивізії протягом наступних кількох місяців брав участь у боях у Східній Галичині. У той час як деякі підрозділи полку виконували бойові завдання в битві під Красником (23–25 серпня 1914), полк брав участь в боях біля Львова. Вже в першому бою під Золочевом 26 серпня полк, внаслідок потрапляння під комбінований артилерійський і кулеметний вогонь під час атаки на російські рубежі в Гологорах, зазнав великих втрат. Серед іншого в боях був важко поранений командир полку, його довелося замінити. Крім того, половина офіцерів і більшість чоловіків, призначених для нападу, загинули.
Незважаючи на невдачі, полк продовжував битися на Гнилій Липі (29–30 серпня) і в битві під Городком (8 вересня). З жовтня по листопад 1914 р. полк воював на Сяні. 5 листопада полк відступив до Дуклянського перевалу в Карпатах, щоб 30 листопада відійти далі в бік Угорщини.
Взимку 1914–1915 рр. брав участь у битві за Карпати. На початку 1915 року 6-а піхотна дивізія була віднесена до групи армій Плантера-Балтіна, яка згодом стала 7-ю армією. Наприкінці лютого 1915 року, після довгих боїв у Карпатах, полк скоротився до 320 чоловіків. Влітку 1915 року полк перебував на Дністрі. Після початку третьої битви на Ізонцо 22 жовтня 1915 року 17-й піхотний полк був переведений на італійський театр військових дій на Ізонцо до складу 3-ї армії.
Італійський фронт
Після прибуття полку зі Східного фронту він негайно зайняв позицію на Горіційському плацдармі на Подгорі та на Ославії на правому березі Ізонцо. До кінця італійського наступу 4 листопада 1915 р. полк втратив майже половину свого складу в оборонних боях третьої битви на Ізонцо. Виснажений полк продовжував битися у четвертій битві на Ізонцо, яка розпочалася майже одразу після попередньої, 9 листопада. Лише після того, як резерви були вичерпані внаслідок неодноразових італійських атак, було наказано повернутися на фронт поблизу Ославії. Ще до закінчення четвертої битви на Ізонцо полк, який був відокремлений від основної дивізії з моменту прибуття в Італію, знову був переданий в підпорядкування 6-й піхотній дивізії. Протягом наступних кількох місяців полк залишався на Ізонцо і був розгорнутий на передовій у Монте-Сан-Мікеле (276 м) на південний захід від Горіції.
У середині березня 1916 року 17-й піхотний полк був перекинутий до Тіролю у рамках розгортання наступу на Південний Тіроль. Полк ввійшов до складу 11-ї армії, яка входила до групи армій «Ойгена» і якою командував генерал Віктор Данкль. Під час окупації Азіаго полк з 12-ю піхотною бригадою перебував на північ від Азіаго і просувався між ущелиною Асса і Валь-ді-Нос. Увечері 27 травня полк зайняв хребет між Казерма-Інтерротто і Тальята-Валь-д'Асса. Потім він просунувся до Кампоровере і 29 травня встав між Азіаго та Галліо. Коли наступ припинився, полк перебував на південний схід від цієї лінії біля села Пеннар.
З кінця червня 1916 року полк перебував на північ від Азіаго, на південний схід від Сіма Додічі (2337 м) на Монте-К'єза. (2061 м), у точці Монте Ортігара (2106 м) австро-угорської лінії оборони, що проходила у південно-західному напрямку. Вже 8 липня частини альпійських стрільців атакували ділянку фронту, яку утримував полк, але були відбиті з великими втратами. Після чергової атаки на сусіднє Монте-Кукко, який також утримував 17-й піхотний полк, у якому альпійські стрільці на короткий час змогли окопатися, але були знову відкинуті контратакою, у 1916 р. більше не було італійських атак на 17-й піхотний полк. У жовтні багато солдатів полку були тимчасово переведені для укомплектування 3-го тірольського єгерського полку.
До зими полк обладнував позиції навколо Монте-К'єзи, було збудовано канатні дороги для постачання товарів. Полк зимував на висоті 2000 м. Погана ситуація з постачанням ставала все більш помітною. Навесні 1917 р. для сільськогосподарських робіт довелося відрядити до рідних міст 70 чоловік. Під час битви в Ортігарі, яка розпочалася 10 червня 1917 року, 17-й піхотний полк все ще перебував на Монте-К'єзі. Хоча Монте-К'єза не зазнавав прямого нападу ні альпійських стрільців, ні італійської піхоти, полк зазнав майже 50 втрат від артилерійського та мінометного вогню в перші два дні битви.
Полк залишався в Монте-К'єзі до початку листопада 1917 року. Після відходу 1-ї італійської армії, що почалося 7 листопада 1917 р., австро-угорська група армій на плато йшла за відступаючими італійськими військами. 10 листопада полк взяв участь у дороговартісній атаці на Галліо разом з 27-м піхотним полком і 1-ю тірольською єгерською бригадою під командуванням Отто Еллісона фон Нідлефа. Незважаючи на неодноразові атаки з великими втратами 17-й піхотний полк зміг просунутися і зайняти Галіо.
З березня 1918 року 17-й піхотний полк перебував у Канове, районі Роана, на південний захід від Азіаго, до кінця війни. З кінця березня полку протистояли британські частини 23-ї та 48-ї дивізій, які протягом наступного місяця неодноразово атакували лінію оборони, яку утримував 17-й піхотний полк. Коли 15 червня 1918 року відбувся останній австро-угорський наступ з другою битвою на П'яве, полк після невеликої перерви повернувся в Канове. Атака зазнала поразки через кілька годин через відсутність артилерійської підтримки перед лініями британської 23-ї дивізії в Сесуні. Австро-угорська артилерія була розбита раніше, перш ніж вона встигла надати підтримку. Атаку довелося відмінити лише через 24 години з великими жертвами. Полк залишався в районі Канове до кінця війни, і погана ситуація з постачанням ставала все більш помітною. Війська були виснажені. Крім того, постійні обстріли британської артилерії та диверсійні групи, яким було практично нічим протистояти, підривали моральний дух. Увечері 24 жовтня 1918 р. полк було знято з лінії фронту в Канове. У цей момент італійський останній наступ на П'яве вже тривав. Полк більше не виконував наказ корпусу, відданий 17-му піхотному полку 2 листопада про перехоплення власних відступаючих військ поблизу Люзерна. Члени полку потрапили в італійський полон, з якого були звільнені в 1919 році.

## Почесні шефи
- 1674: Генріх фон Ройс-Плауен;
- 1679: Фердинанд фон Штадл;
- 1694: фельдмаршал-лейтенант Карл Егон Фюрстенберг-Мескірх;
- 1702: Філіп Еммануель фон Лонгеваль і Бюкуа;
- 1703: герцог Вюртембергу Карл Александр;
- 1737: Каєтан фон Коловрат-Краковський;
- 1773: Йоганн Баптист фон Кох;
- 1781: Фрідріх Вільгельм фон Гогенлое-Кірхберг;
- 1801: фельдмаршал Генріх фон Ройс-Плауен;
- 1826—1866: герцог Гогенлое-Лангенбург Густав Вільгельм;
- 1866—1896: фельдцейхмейстер Франц Кун фон Куненфельд;
- 1897—1916: генерал піхоти Гуго фон Мільде[1].
- 1916—1918: кронпринц Отто фон Габсбург.

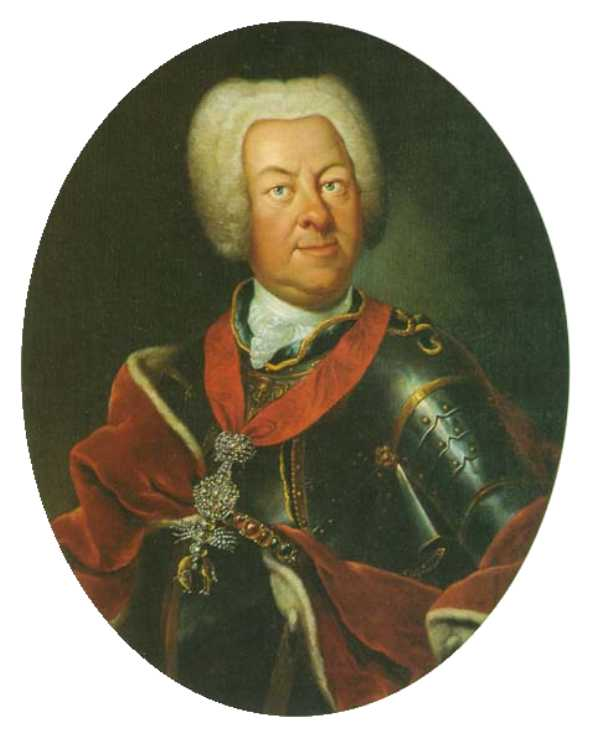
Карл Александр (герцог Вюртембергу)
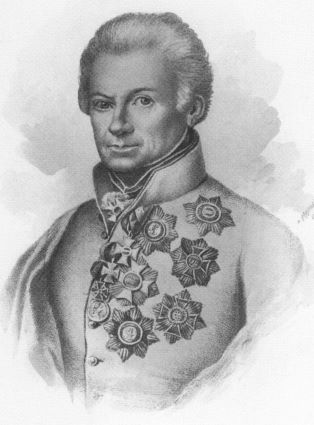
Генріх фон Ройс-Плауен
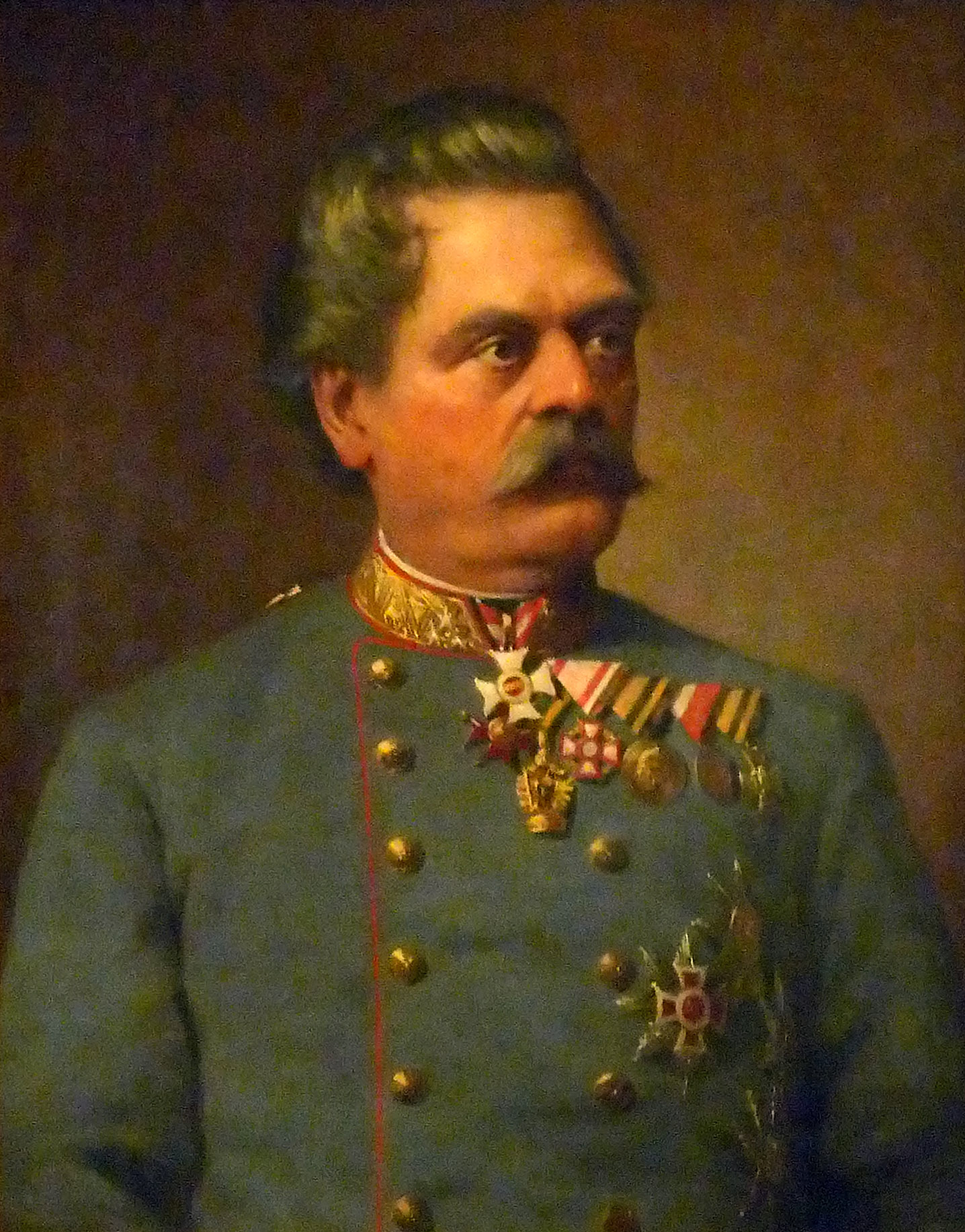
Франц Кун фон Куненфельд
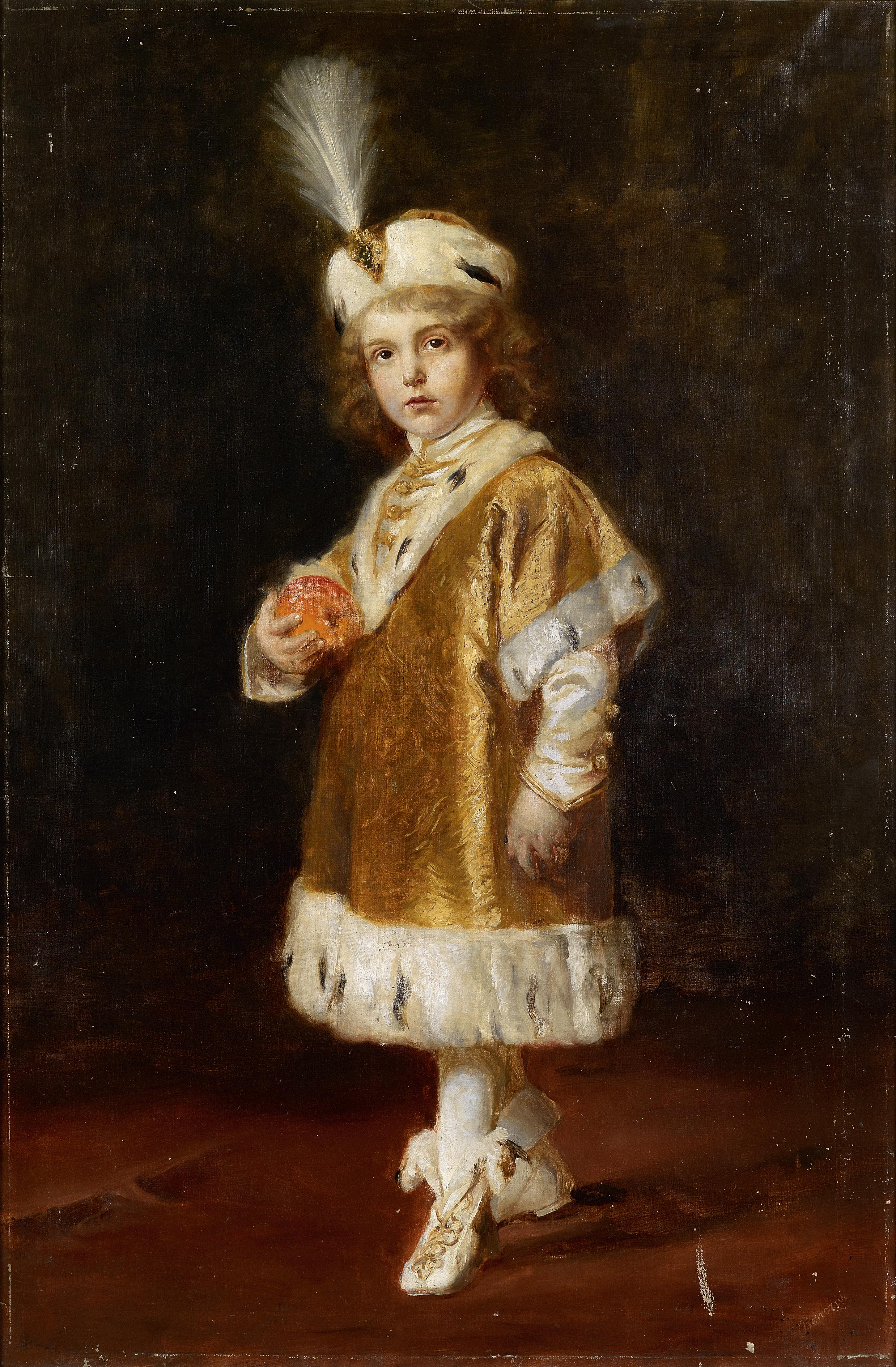
Кронпринц Отто фон Габсбург

## Командування
- 1873: полковник Алоїз дю Амель де Керлонд;
- 1903: полковник Хьюго Ханель;
- 1906—1908: полковник Йоахим Ботіч;
- 1909: полковник Густав Фрайх фон Карвінський;
- 1910—1912: полковник Август Гланчніг;
- 1913—1914: полковник Адольф Фрайхер фон Стілфрід;
- 1914: полковник Хьюго Вентур фон Турмау[1].

Батальйони:
- 1-й батальйон: оберст-лейтенант Карл Брейдл;
- 2-й батальйон: оберст-лейтенант Франц Пернер;
- 3-й батальйон: майор Гуго Вентур фон Турмау;
- 4-й батальйон: оберст-лейтенант Август Зелл.

## Підпорядкування
Станом на липень 1914 року полк входив до складу 12-ї піхотної бригади, 6-ї піхотної дивізії, 3-го армійського корпусу.
У рамках реорганізації армії, що розпочалася в травні 1917 року, польова численність піхотних полків з осені 1917 року була скорочена з чотирьох до трьох польових батальйонів. У результаті 4-й батальйон полку використовувався разом з іншими батальйонами для формування 117-го піхотного полку.

## Однострій

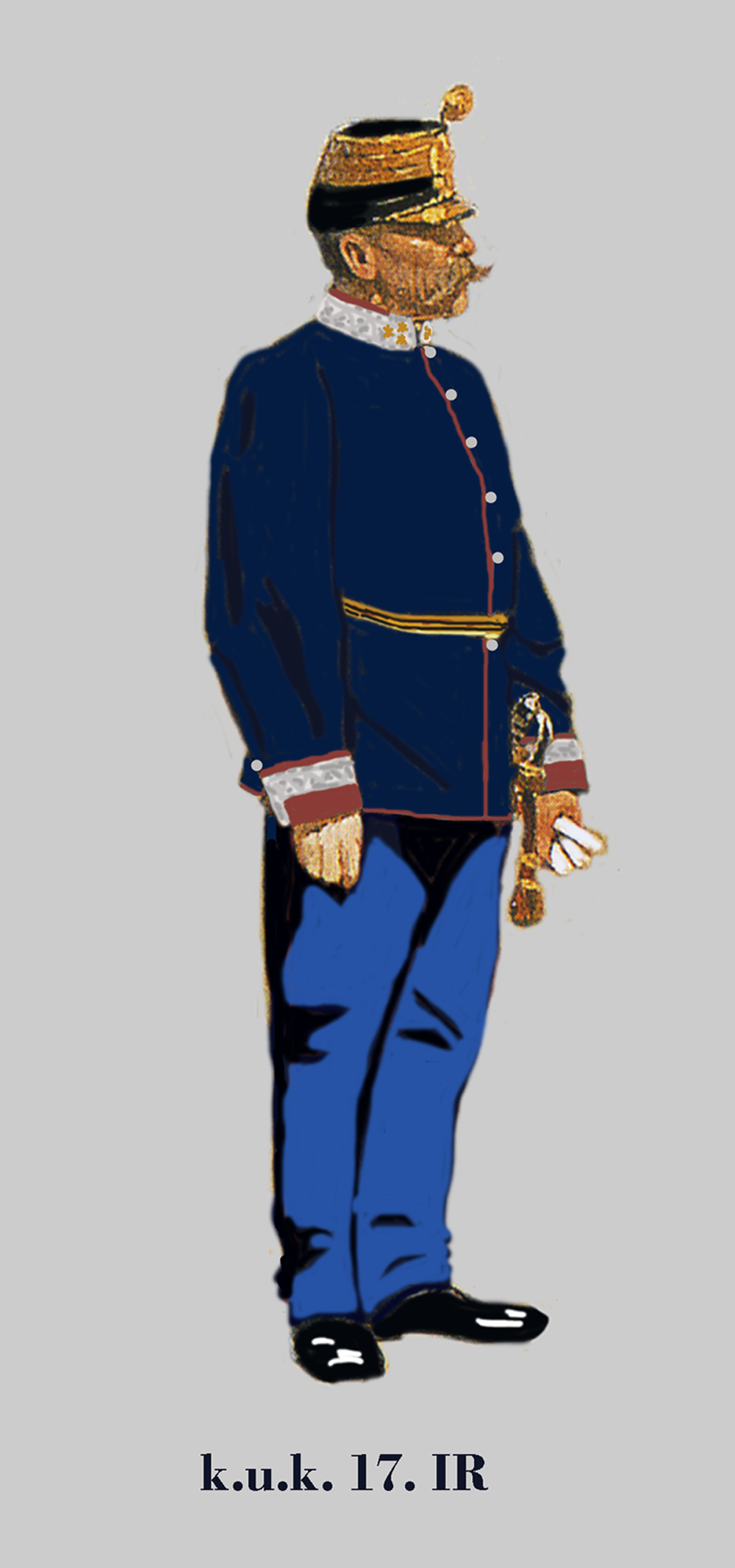
Полковник 17-го піхотного полку.
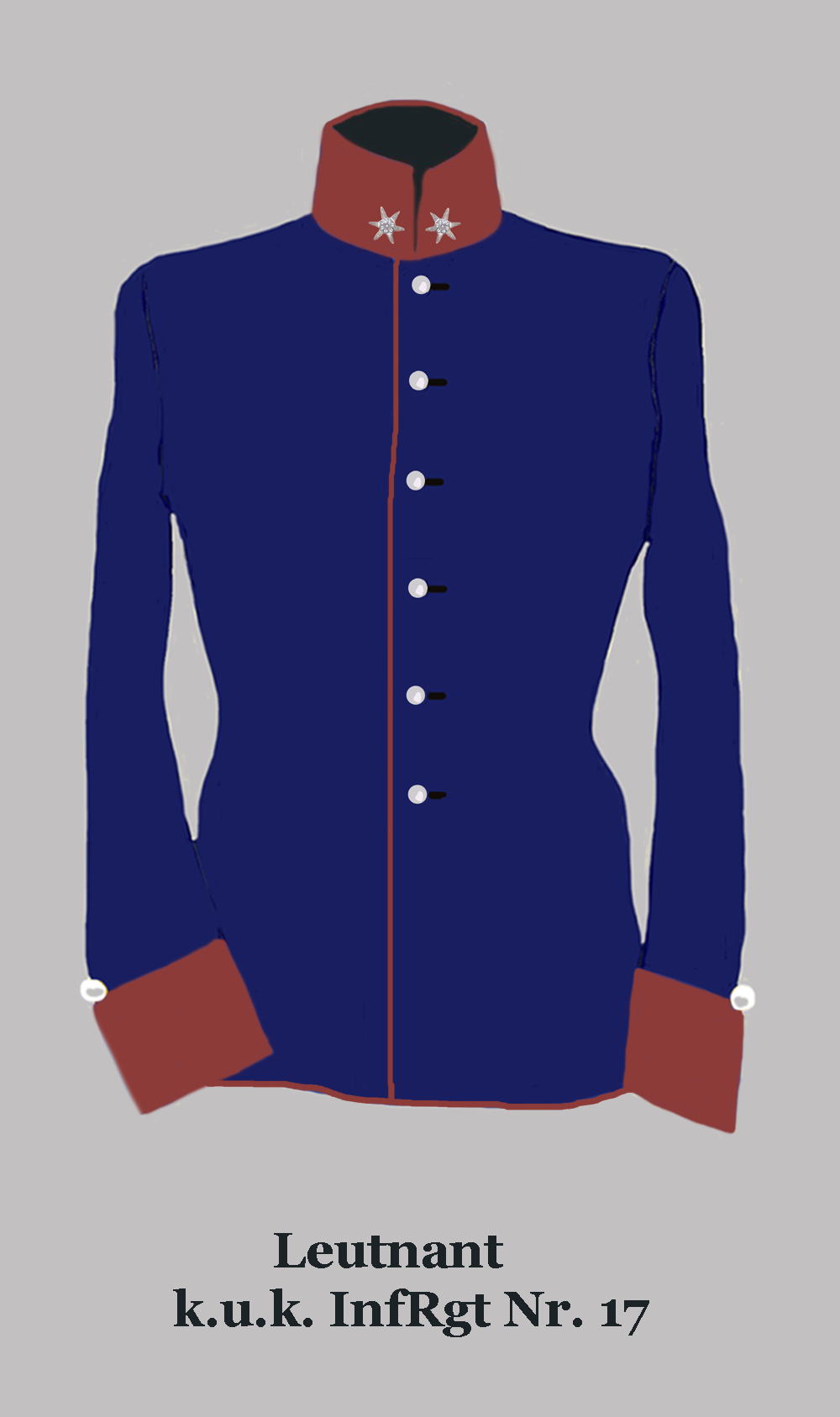
Мундир лейтенанта 17-го піхотного полку.

## Пам'ять
- Меморіал двом страченим солдатам Юденбурзького повстання в Чрномелі;
- Поховання бійців полку на польських військових кладовищах: № 22 в Яслі, № 30 в Сьвенцанах, № 42 в Секлювці, № 168 в Ковальовій.

## Військовослужбовці
- Альфонс Цибулка (14.05.1842, Спиське Подградє — 27.10.1894, Відень) — австро-угорський композитор та диригент словацького походження.